# 정관 (전한)
정관(丁寬, ? ~ ?)은 전한 전기의 학자이자 군인으로, 자는 자양(子襄)이며 양나라 산양군 하구현(瑕丘縣) 사람이다.

## 행적
본래 동향인 항생(項生)의 종자였다. 항생은 전하에게서 《역경》을 배웠었는데, 정관은 이를 잘 외워 항생을 능가하였기 때문에 본인 또한 전하의 가르침을 받게 되었다. 배움을 끝마치고 정관은 동쪽으로 돌아갔고, 전하는 문인들에게 '《역경》이 동쪽으로 갔다'라고 말하였다.
정관은 낙양(雒陽)에 이르러 주왕손을 사사하였고, 경제 때 양효왕의 장수가 되어 오초칠국의 난에 참전하였기 때문에 정장군(丁將軍)이라 불렸다. 《역설》(易說) 3만여 언을 지었다.
제자로 전왕손이 있었다.

## 출전
- 반고, 《한서》 권88 유림전